# O-bi, o-ba: Koniec cywilizacji
O-bi, o-ba: Koniec cywilizacji és una pel·lícula polonesa de post-apocalíptica i dramàtica escrita i dirigida per Piotr Szulkin.
Protagonitzada per Jerzy Stuhr i Krystyna Janda, la pel·lícula té lloc en un futur post-apocalíptic on els humans viuen en una volta aïllada que s'està destrossant. El seu únic bri d'esperança es troba en un vaixell conegut com l'Arca que es diu que està en camí per rescatar-los; tanmateix l'existència de l'Arca és un mite plantat pel personatge principal, la professió del qual és vetllar perquè la moral es mantingui.

## Repartiment
- Jerzy Stuhr com a Soft
- Krystyna Janda com a Gea
- Mariusz Dmochowski com a milionari
- Kalina Jędrusik com a dona del milionari
- Marek Walczewski com a cap de Soft
- Jan Nowicki com a enginyer
- Henryk Bista com a grassoneta
- Leon Niemczyk també ben conservat
- Krzysztof Majchrzak com a home al congelador
- Stanisław Igar com a artesà
- Mariusz Benoit com a metge
- Włodzimierz Musiał com a Kraft

## Llançament
La pel·lícula es va estrenar a Polònia el 28 de gener de 1985. Es va projectar al Festival de Cinema Polonès a Gdynia on Andrzej Kowalczyk va guanyar el premi al millor disseny de producció pel seu treball a la pel·lícula. El DVD polonès es va llançar el desembre de 2003 com a part d'una caixa amb altres dues pel·lícules de Szulkin, Wojna światów – następne stulecie i Ga, Ga. Chwała bohaterom.

## Recepció
Kim Newman va trobar que la pel·lícula era un tractament seriós i respectuós del tema.